# Bona, Nièvre
Bona är en kommun i departementet Nièvre i regionen Bourgogne-Franche-Comté i de centrala delarna av Frankrike. Kommunen ligger i kantonen Saint-Saulge som tillhör arrondissementet Nevers. År 2022 hade Bona 297 invånare.

## Befolkningsutveckling
Antalet invånare i kommunen Bona
| Referens: INSEE |